# بيتر روبرتسون
بيتر روبرتسون (بالإنجليزية: Peter Robertson)‏ (24 سبتمبر 1875 في المملكة المتحدة - 4 فبراير 1929) هو لاعب كرة قدم بريطاني (وحمل سابقاً جنسية المملكة المتحدة لبريطانيا العظمى وأيرلندا) في مركز قلب الدفاع. شارك مع منتخب اسكتلندا لكرة القدم. أما مع النوادي، فقد لعب مع ريث روفرز ونادي بيرنلي ونادي دندي ونوتينغهام فورست ونادي كاودينبيث لكرة القدم ورابطة كرة القدم الاسكتلندية الحادية عشر ‏.